# Юзеф Бродовський (старший)

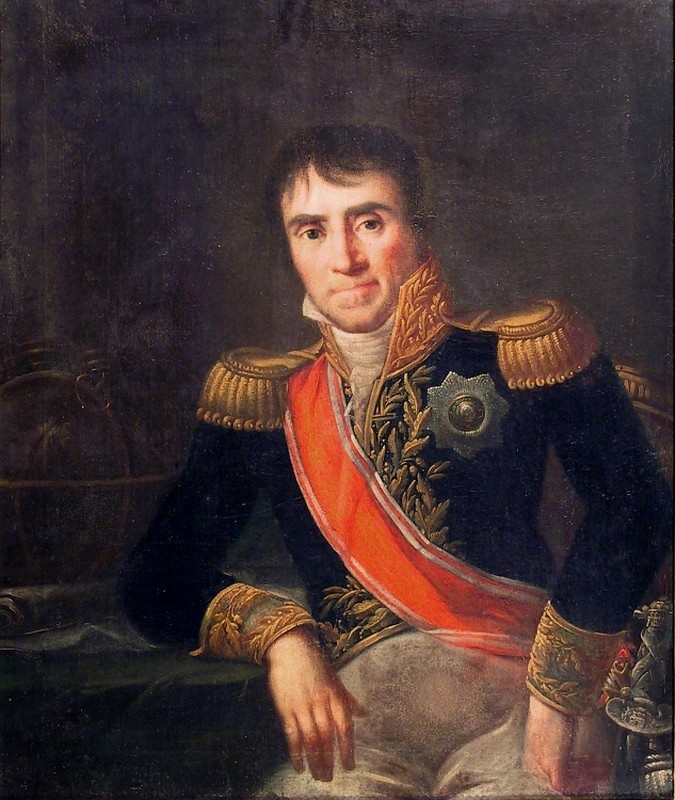
Портрет Станіслава Водзицького, 1817 рік

Юзеф Бродовський (старший) (польськ. Józef Brodowski); (1772, Варшава — 1853, Краків) – польський художник, представник класицизму в польському живописі.
Завдяка підтримці княгині Ізабели Чарторийської навчався живопису у Відні в Йосифа Абеля та Йоганна Баптиста Лампі. Із 1805 р. жив у Ланьцуті, де малював портрети та сцени з театральних вистав. 1811 року його було призначено вчителем малювання в гімназії св. Анни, яка знаходилася в Кракові, а потім професором місцевої школи живопису.
Малював картини: історичні, релігійні, портрети.
Найвідоміші роботи:
- Wzięcie Kościuszki do niewoli pod Maciejowicami
- Ułani polscy pod Sommo-Sierrą
- Tadeusz Kościuszko w Krakowie w r. 1974
- Przedstawienie Krakusów Napoleonowi pod Dreznem
- Sypanie mogiły Kościuszki
- Uczta ludowa na Skałce w dzień św. Stanisława
- Sąd ostateczny
- Chrystus przemawiający do św. Piotra.

Був активним членом масонської ложі.